# Isabella von Österreich-Teschen

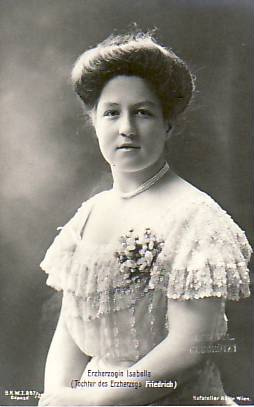
Isabella von Österreich-Teschen

Isabella Maria Theresia Christine Eugenie Erzherzogin von Österreich-Teschen (* 17. November 1888 in Preßburg; † 6. Dezember 1973 in La Tour de Peilz, Schweiz) war die siebente Tochter von Erzherzog Friedrich Maria von Österreich, Herzog von Teschen und der Prinzessin Isabelle Hedwig Franziska von Croÿ-Dülmen. Sie war ein Mitglied der Feldherrenlinie des Hauses Habsburg-Lothringen.

## Leben
Die Geburt der kleinen Prinzessin war in Preßburg ein besonderes Ereignis. Die Preßburger Zeitung schrieb am 18. November 1888 unter dem Titel Ein freudiges Ereignis in der erzherzoglichen Familie u. a. Folgendes: Ihre kais. und kön. Hoheit Erzherzogin Isabella ist gestern Nachmittags um 4 Uhr von einer gesunden Prinzessin glücklich entbunden worden. Die Prinzessin wurde am 22. November 1888 im weißen Saale des erzherzoglichen Palais vom Preßburger Stadtpfarrer, Bischof Karl Heiller getauft. Ihre Taufpatin war Maria Theresia von Württemberg.
Isabella heiratete Prinz Georg Franz Josef von Bayern, Sohn von Prinz Leopold von Bayern und Erzherzogin Gisela Louise Marie von Österreich, am 10. Februar 1912 im Schloss Schönbrunn in Wien. Prinz Georg Franz Josef war ein Enkel des Kaisers Franz Joseph I. Das Neue Wiener Journal schrieb über die Vermählung im Kaiserhause mit Familiendiner in Schönbrunn, an der der Kaiser persönlich teilnahm.
Die Heirat mit Georg Prinz von Bayern wurde schon 1913 wieder annulliert, weil die Ehe nie vollzogen wurde. Prinz Georg wurde Priester, Bibliothekar in der Vaticana und Domherr von St. Peter in Rom. Danach blieb Isabella bis an ihr Lebensende unverheiratet und kinderlos. Laut Prinzessin Catherine Radziwill (The Austrian Court from Within, London 1916, Seite xxx) war sie während des Ersten Weltkrieges als Krankenschwester bei der Armee ihres Vaters tätig. Dabei war sie kurz mit dem Chirurgen Paul Albrecht (1873–1928) verlobt, bis der alte Kaiser ihr diese Verbindung verbot.
Sie starb mit 85 Jahren und wurde auf eigenen Wunsch neben ihrer Schwester Marie Christina im fürstlichen Erbbegräbnis in Anholt beigesetzt.